# 田中浩 (政治学者)
田中 浩（たなか ひろし、1926年10月23日- ）は、日本の政治学者。一橋大学名誉教授。学位は、法学博士（名古屋大学）。専攻はヨーロッパ政治思想史。トマス・ホッブズ、カール・シュミット、長谷川如是閑の思想史的研究を柱として、現代政治史や福祉国家論などにも業績を持つ。

## 来歴
佐賀県生まれ。旧制佐賀中学校、陸軍経理学校予科、旧制佐賀高等学校文科乙類を経て、東京文理科大学哲学科卒業。
東京教育大学文学部助手、助教授を経て教授となる。同大学の閉学以降、静岡大学人文学部教授を経て、1983年から90年まで一橋大学社会学部教授。定年退官後、大東文化大学法学部教授、立命館大学客員教授、聖学院大学大学院客員教授を歴任し、聖学院大学大学院アメリカ・ヨーロッパ文化学研究科教授に着任する。大東文化大学在職時には、同大学を経営する学校法人大東文化学園の理事（学識経験者）、法学部長、法学部に附置された国際比較政治研究所所長を務めた。
一橋大学社会学部教授に着任する際、水田洋が『史学雑誌』第92編3号（1983年3月）に田中の研究を批判する書評「田中　浩著『ホッブズ研究序説――近代国家論の生誕――』」を掲載し、関係者のあいだで物議を醸した。この書評は、田中の一橋大学への着任を妨害しようとする意図をもつ「怪文書」として受け取られた一方、書評それ自体は的確で一定の説得力を備えているとも評され、田中の研究や研究姿勢の欠点を鋭く衝くものともされた。この書評は翌年、水田の著書『人のこと 本のこと』（ミネルヴァ書房、1984年9月）にも収録されたが、初出時の末尾に附された「追記」（「この書評は、昨年九月に編集部に送られた。掲載がおくれている間に、著者に関する人事問題が、完了した。」）は削除された。
1986年、「長谷川如是閑と政教社の人びと―日本におけるリベラリズムの一潮流」で朝日学術奨励金を受ける。
門下には柴田寿子（東京大学教授）、小澤亘（立命館大学教授）などがいる。

## 著書

### 単著
- 『ホッブズ研究序説―近代国家論の生誕』（御茶の水書房, 1982年 / 改訂増補版, 1994年）
- 『長谷川如是閑研究序説』（未來社, 1989年）
- 『国家と個人―市民革命から現代まで』（岩波書店, 1990年 / 新版, 2008年）
- 『カール・シュミット―魔性の政治学』（未來社, 1992年）
- 『近代日本と自由主義』（岩波書店, 1993年）
- 『戦後50年史』（学陽書房, 1994年）
- 『近代政治思想史―思想と歴史のダイナミズム』（講談社学術文庫 1995年）
- 『戦後日本政治史』（講談社学術文庫 1996年）
- 『ホッブズ』（研究社出版, 1998年）
- 『戦後世界政治史』（講談社［講談社学術文庫］, 1999年）
- 『日本リベラリズムの系譜―福沢諭吉・長谷川如是閑・丸山真男』（朝日新聞社, 2000年）
- 『20世紀という時代―平和と協調への道』（日本放送出版協会［NHKライブラリー］, 2000年）
- 『「第三の開国」は可能か』（日本放送出版協会［NHKライブラリー］, 2003年）
- 『ヨーロッパ知の巨人たち――古代ギリシアから現代まで』（日本放送出版協会［NHKライブラリー］, 2004年）
- 『思想学事始め―戦後社会科学形成史への一断面』（未來社, 2006年）
- 『Century books 人と思想 ホッブズ』（清水書院 ,2006年）
- 『田中浩集』全10巻（未來社）

第1-2巻 トマス・ホッブズ（2012年）
第3巻 カール・シュミット（2014年）
第4巻 長谷川如是閑（2014年）
第5巻 国家と個人（2013年）
第6巻 日本リベラリズムの系譜（2013年）
第7巻 ヨーロッパ・近代日本 知の巨人たち（2013年）
第8巻 現代日本政治（2015年）
第9巻 現代世界政治（2014年）
第10巻 思想学事始め（2015年）
- 『ホッブズ―リヴァイアサンの哲学者』（岩波新書, 2016年）

### 共著
- 『政治学への接近』（安世舟　学陽書房, 1978年）

### 編著
- 『近代日本におけるジャーナリズムの政治的機能』（御茶の水書房, 1982年）
- 『トマス・ホッブズ研究』（御茶の水書房, 1984年）
- 『近代日本のジャーナリスト』（御茶の水書房, 1987年）
- 『現代世界と国民国家の将来』（御茶の水書房, 1990年）
- 『現代思想とは何か―近・現代350年を検証する』（龍星出版, 1996年）
- 『現代世界と福祉国家―国際比較研究』（御茶の水書房, 1997年）
- 『現代世界-その思想と歴史 1 思想学の現在と未来』（未來社, 2009年）
- 『現代世界-その思想と歴史 2　ナショナリズムとデモクラシー』（未來社, 2010年）
- 『現代世界-その思想と歴史 3 EUを考える』（未來社, 2011年）
- 『現代世界-その思想と歴史 4 リベラル・デモクラシーとソーシャル・デモクラシー』（未来社, 2012年）

### 共編著
- 『国家思想史（上・下）』（田口富久治共著, 青木書店, 1974年）
- 『社会契約説―近代民主主義思想の源流』（飯坂良明・藤原保信共著, 新評論, 1977年）
- 『日本の国家思想』（小松茂夫共著, 青木書店, 1980年）
- 『社会変動と法―法学と歴史学の接点』（磯野誠一共著, 勁草書房, 1981年）
- 『現代民主主義の諸問題―秋永肇教授古稀記念論集』（田口富久治共著, 御茶の水書房, 1982年）
- 『近代文明批判―「国家」の批判から「社会」の批判へ』（和田守共著, 社会評論社, 1990年）
- 『21世紀の民族と国家（1） 民族と国家の国際比較研究』（和田守共著, 未來社, 1997年）

### 訳書
- ロドニー・ヒルトン、H・フェイガン『イギリス農民戦争―1381年の農民一揆』（武居良明と共訳, 未來社, 1961年）
- トマス・ホッブズ『リヴァイアサン』、水田洋と共編訳（抄訳）「世界の大思想」（河出書房新社、1966年）
- カール・シュミット『政治的なものの概念』（原田武雄と共訳, 未來社, 1970年）
- カール・シュミット『政治神学』（原田武雄と共訳, 未來社, 1971年）
- カール・シュミット『大統領の独裁』（原田武雄と共訳, 未來社, 1974年）
- カール・シュミット『合法性と正当性』（原田武雄と共訳, 未來社, 1983年）
- ミルトン・マイヤー『彼らは自由だと思っていた―元ナチ党員10人の思想と行動』（金井和子と共訳, 未來社, 1983年）
- エリック・ウィリアムズ『帝国主義と知識人―イギリスの歴史家たちと西インド諸島』（岩波書店, 1986年）
- C・A・リーズ『事典政治の世界―理論・思想・制度・国際』（安世舟と共訳編, 御茶の水書房, 1987年）
- アーネスト・バーカー『近代自然法をめぐる二つの概念―社会・政治理論におけるイギリス型とドイツ型』（津田晨吾・新井明と共訳, 御茶の水書房, 1988年）
- J・W・N・ワトキンス『ホッブズ―その思想体系』（高野清弘と共訳, 未來社, 1988年）
- P・E・トルドー『連邦主義の思想と構造―トルドーとカナダの民主主義』（加藤普章と共訳, 御茶の水書房, 1991年）
- カール・シュミット『独裁―近代主権論の起源からプロレタリア階級闘争まで』（原田武雄と共訳, 未來社, 1991年）
- ヴォルフガング・J・モムゼン『マックス・ヴェーバーとドイツ政治1890~1920』（安世舟と共訳, 2巻, 未來社, 1993年-1994年）
- リチャード・タック『トマス・ホッブズ』（重森臣広と共訳, 未來社, 1995年）
- エンマリヒ・タロシュ, ヴォルフガング・ノイゲバウァー編『オーストリア・ファシズム―1934年から1938年までの支配体制』（村松惠二と共訳, 未來社, 1996年）
- クリストファー・ピアソン『曲がり角にきた福祉国家―福祉の新政治経済学』（神谷直樹と共訳, 未來社, 1996年）
- トマス・ホッブズ『哲学者と法学徒との対話―イングランドのコモン・ローをめぐる』（重森臣広・新井明と共訳, 岩波書店［岩波文庫］, 2002年）
- マーク・フィルプ『トマス・ペイン―国際派革命知識人の生涯』（梅田百合香共訳, 未來社, 2007年）
- ルネ・クーペルス,ヨハネス・カンデル編『EU時代の到来 ヨーロッパ・福祉社会・社会民主主義』（柴田寿子共監訳, 未來社 2009年）
- トマス・ヒル・グリーン『イギリス革命講義 クロムウェルの共和国』（佐野正子共訳, 未來社, 2011年）
- トマス・ホッブズ『法の原理―人間の本性と政治体 』（重森臣広・新井明と共訳, 岩波書店［岩波文庫］, 2016年）